# Caudatoscelis marmorata
Caudatoscelis marmorata är en bönsyrseart som beskrevs av Roger Roy 1965. Caudatoscelis marmorata ingår i släktet Caudatoscelis och familjen Amorphoscelidae. Inga underarter finns listade i Catalogue of Life.